# Shericka Williams
Shericka Williams (ur. 17 września 1985) – jamajska lekkoatletka, sprinterka specjalizująca się w biegu na 400 metrów, srebrna i brązowa medalistka Igrzysk Olimpijskich w Pekinie i brązowa medalistka Igrzysk Olimpijskich w Londynie.

## Sukcesy

### Igrzyska olimpijskie
| Miejsce | Dzień       | Rok  | Miejscowość | Konkurencja        | Czas biegu  | Strata   | Zwycięzca          |
| ------- | ----------- | ---- | ----------- | ------------------ | ----------- | -------- | ------------------ |
| srebro  | 19 sierpnia | 2008 | Pekin       | bieg na 400 m      | 49,69 s     | + 0,07 s | Christine Ohuruogu |
| srebro  | 23 sierpnia | 2008 | Pekin       | sztafeta 4 × 400 m | 3:20,40 min | + 1,86 s | Stany Zjednoczone  |
| srebro  | 11 sierpnia | 2012 | Londyn      | sztafeta 4 × 400 m | 3:20,95 min | + 4,08 s | Stany Zjednoczone  |

### Mistrzostwa świata
| Miejsce | Dzień       | Rok  | Miejscowość | Konkurencja        | Czas biegu  | Strata   | Zwycięzca                |
| ------- | ----------- | ---- | ----------- | ------------------ | ----------- | -------- | ------------------------ |
| 21.     | 8 sierpnia  | 2005 | Helsinki    | bieg na 400 m      | 52,44 s     | -        | Tonique Williams-Darling |
| srebro  | 14 sierpnia | 2005 | Helsinki    | sztafeta 4 × 400 m | 3:23,29 min | + 2,34 s | Rosja                    |
| 9.      | 27 sierpnia | 2007 | Osaka       | bieg na 400 m      | 50,37 s     | -        | Christine Ohuruogu       |
| srebro  | 2 września  | 2007 | Osaka       | sztafeta 4 × 400 m | 3:19,73 min | + 1,18 s | Stany Zjednoczone        |
| srebro  | 18 sierpnia | 2009 | Berlin      | bieg na 400 m      | 49,32 s     | + 0,32 s | Sanya Richards           |
| srebro  | 23 sierpnia | 2009 | Berlin      | sztafeta 4 × 400 m | 3:21,15 min | + 3,32 s | Stany Zjednoczone        |
| 5.      | 29 sierpnia | 2011 | Daegu       | bieg na 400 m      | 50,79 s     | + 1,23 s | Amantle Montsho          |
| srebro  | 3 września  | 2011 | Daegu       | sztafeta 4 × 400 m | 3:18,71 min | + 0,62 s | Stany Zjednoczone        |

## Rekordy życiowe
- bieg na 200 m – 22,50 sek. (2008)
- bieg na 400 m – 49,32 sek. (2009)

Shericka Williams, razem z koleżankami z reprezentacji, jest aktualną rekordzistką kraju w sztafecie 4 × 400 metrów (3:18,71 2011).

## Najlepsze rezultaty według sezonów

### 400 m
| Sezon | Rezultat | Miejsce   | Data       |
| ----- | -------- | --------- | ---------- |
| 2012  | 50,34    | Budapeszt | 20/08/2012 |
| 2011  | 50,45    | Zagrzeb   | 13/09/2011 |
| 2010  | 50,04    | Lozanna   | 08/07/2010 |
| 2009  | 49,32    | Berlin    | 18/08/2009 |
| 2008  | 49,69    | Pekin     | 19/08/2008 |
| 2007  | 50,37    | Osaka     | 27/08/2007 |
| 2006  | 50,24    | Gateshead | 11/06/2006 |
| 2005  | 50,97    | Kingston  | 01/01/2005 |
| 2004  | 53,52    | Kingston  | 01/01/2004 |